# Williams FW14
O FW14/FW14B é o modelo da Williams das temporadas de 1991 e a versão B de 1992 da F1. Os condutores foram Nigel Mansell e Riccardo Patrese. O FW14B foi o primeiro carro da Williams a passar ser equipado integralmente com suspensão ativa durante toda temporada. Até a introdução do FW15C o carro de 1992 possuía a maior coleção de recursos de assistência e de desempenho dentro de um carro de Fórmula 1, sendo por muitos considerado naquela época como o melhor carro de Formula 1 em todos os tempos. Isso levou a uma larga vantagem na conquista do primeiro campeonato da Williams desde 1987. Em 1991, o FW14 já contava com inúmeros recursos de aerodinâmica, motor potente e "eletrônica embarcada" sendo o segundo melhor carro da temporada, atrás, apenas do MP4/6 da McLaren, tendo contudo a suspensão tradicional "passiva". Porém em 1992,  o FW14B foi considerado por muitos como o "carro de outro planeta" por conta de sua superioridade clara nas pistas e deu o primeiro e único título do inglês Nigel Mansell na F1 e o Mundial de Construtores. Ainda assim, Ayrton Senna proveu alguns milagres naquela temporada, conseguindo em raras ocasiões superar o praticamente imbatível FW14B, mas não foi possível ameaçar o título do inglês e tampouco o vice campeonato de Riccardo Patrese, ambos pilotos do Williams FW14B.

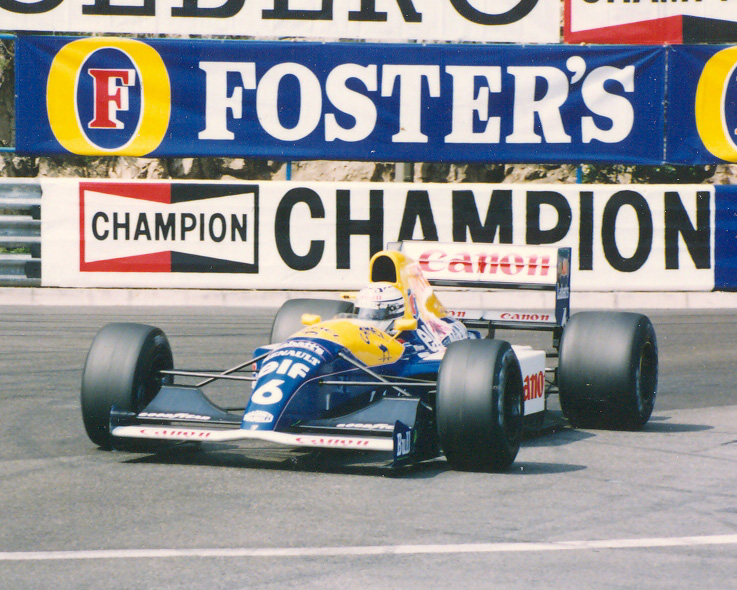
Patrese durante o GP de Mônaco de 1991.
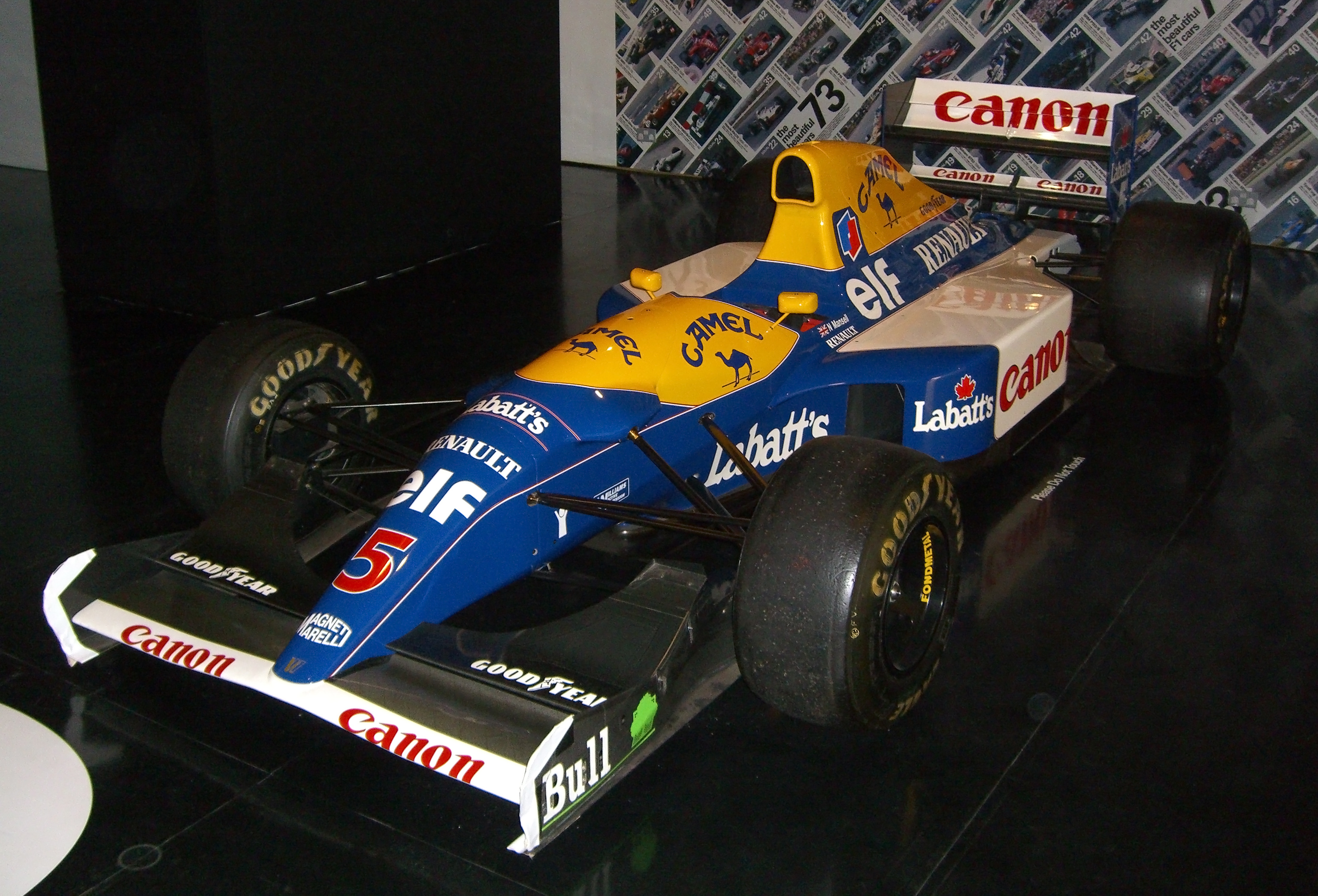
Williams FW14B, carro dominante na temporada de 1992.

## Resultados[1][2]
(legenda) (em negrito indica pole position e itálico volta mais rápida)
| Ano  | Chassi | Motor            | Pneus | N° | Pilotos          | 1   | 2   | 3   | 4   | 5   | 6   | 7   | 8   | 9   | 10  | 11  | 12  | 13  | 14  | 15  | 16  | Pontos | Posição |  |
| ---- | ------ | ---------------- | ----- | -- | ---------------- | --- | --- | --- | --- | --- | --- | --- | --- | --- | --- | --- | --- | --- | --- | --- | --- | ------ | ------- |  |
|      |        |                  |       |    |                  |     |     |     |     |     |     |     |     |     |     |     |     |     |     |     |     |        |         |  |
|      |        |                  |       |    |                  | USA | BRA | SMR | MON | CAN | MEX | FRA | GBR | GER | HUN | BEL | ITA | POR | ESP | JAP | AUS |        |         |  |
| 1991 | FW14   | Renault RS3 V10  | G     | 5  | Nigel Mansell    | Ret | Ret | Ret | 2   | 6†  | 2   | 1   | 1   | 1   | 2   | Ret | 1   | DSQ | 1   | Ret | 2   | 125    | 2º      |  |
| 1991 | FW14   | Renault RS3 V10  | G     | 6  | Riccardo Patrese | Ret | 2   | Ret | Ret | 3   | 1   | 5   | Ret | 2   | 3   | 5   | Ret | 1   | 3   | 3   | 5   | 125    | 2º      |  |
|      |        |                  |       |    |                  |     |     |     |     |     |     |     |     |     |     |     |     |     |     |     |     |        |         |  |
|      |        |                  |       |    |                  | RSA | MEX | BRA | ESP | SMR | MON | CAN | FRA | GBR | GER | HUN | BEL | ITA | POR | JAP | AUS |        |         |  |
| 1992 | FW14B  | Renault RS3C V10 | G     | 5  | Nigel Mansell*   | 1   | 1   | 1   | 1   | 1   | 2   | Ret | 1   | 1   | 1   |     |     |     |     |     |     | 164*   | 1º      |  |
| 1992 | FW14B  | Renault RS4 V10  | G     | 5  | Nigel Mansell*   |     |     |     |     |     |     |     |     |     |     | 2*  | 2   | Ret | 1   | Ret | Ret | 164*   | 1º      |  |
| 1992 | FW14B  | Renault RS3C V10 | G     | 6  | Riccardo Patrese | 2   | 2   | 2   | Ret | 2   | 3   | Ret | 2   | 2   | 8†  |     |     |     |     |     |     | 164*   | 1º      |  |
| 1992 | FW14B  | Renault RS4 V10  | G     | 6  | Riccardo Patrese |     |     |     |     |     |     |     |     |     |     | Ret | 3   | 5   | Ret | 1   | Ret | 164*   | 1º      |  |

* Campeão da temporada.
† Completou mais de 90% da distância da corrida.